# Clanidopsis
Clanidopsis é um gênero de mariposa pertencente à família Bombycidae.